# Quel che bolle in pentola
Quel che bolle in pentola (1882), noto in Italia anche come La solita minestra, è il decimo volume de I Rougon-Macquart di Émile Zola.
Il libro deve il suo titolo (in orig. Pot-Bouille) alla formula popolare che si riferisce ad una cucina poco raffinata, alla pentola nella quale si confondono diversi alimenti, così come nel romanzo, ambientato in un claustrofobico palazzo parigino, si confondono i tanti personaggi grazie ai quali Zola mette in luce vizi e ipocrisie della piccola borghesia.
Dietro agli stucchi e alla scalone di marmo del palazzo, avvolti nella più austera "onestà", si celano tradimenti senza passione, corse al matrimonio e all'eredità per tornaconto economico, comportamenti di stizzita superiorità verso la servitù.

## Trama
Più che di trama, bisognerebbe parlare di una visita dettagliata di ogni appartamento di un palazzo di rue de Choiseul, dove abitano personaggi presi da meschinità e vizi più o meno nascosti. Octave Mouret (già apparso in La conquista di Plassans) ha 22 anni ed è ospitato in casa dai Campardon. Altre famiglie sono i Duveyrier (odiati da tutti e misteriosi), i Josserand, i Vabre (la cui moglie Berthe è figlia dei precedenti e si è sposata per sfuggire alle imposizioni della madre Eleanor) e i Pichon.
Il giovane Octave trova lavoro come venditore in un negozio della zona, dove corteggia la moglie del figlio del proprietario, Valérie Vabre, considerata da tutti un'isterica, che lo rifiuta. Poi passa a corteggiare Caroline Deleuze, moglie del suo capo, Charles Hédouin, e infine diviene l'amante di Marie Pichon, sua vicina annoiata a proposito della quale si suggerisce possa essere il padre della seconda dei suoi tre figli. Ma le sue storie "parigine" non terminano qui e Octave ha anche una relazione amorosa con Berthe (moglie di Auguste Vabre, il cui matrimonio è solo di facciata).
Tutte queste vicende sono spiate da Gasparine, nemica di Caroline e ospite appunto di Berthe. Alla fine del romanzo Octave sposa Caroline, nel frattempo divenuta vedova, e diventa proprietario del negozio (il cui sviluppo da piccolo negozio in grande magazzino si trova in Al paradiso delle signore, romanzo successivo nel ciclo dei Rougon-Macquart).
A fare da contorno vi sono le vicissidutini della servitù femminile del palazzo, pronta a dar voce in modo sguaiato ma sincero, al marciume dei vizi borghesi.

## Versione teatrale
William Busnach trasse dal romanzo, con il permesso di Zola, una pièce teatrale. Zola in occasione della stampa ne fece una prefazione, lodando il lavoro del regista, Émile Simon, e degli interpreti, tra cui Aline Duval (nel ruolo della signora Josserand), Thérèse Kolb (Berthe), Augustine Leriche (Adèle), Antonia Laurent (Rachel) ecc.

## Edizioni italiane
- trad. anonima, Treves, Milano 1882
- trad. di Edmondo Corradi, Voghera, Roma 1902
- trad. di Edda Melon, Sansoni, Firenze 1966 (con il titolo Dietro la facciata)

## Versioni cinematografiche e televisive
- Il romanzo è stato portato sullo schermo da Julien Duvivier nel 1957, ed è uscito in Italia con il titolo Le donne degli altri.
- Yves-André Hubert ne ha fatta una versione per la televisione in 5 puntate nel 1972.